# Sality
Sality là một trong hai dòng virus điển hình của loại virus siêu đa hình (dòng còn lại là Vetor). Virus siêu đa hình có thể "qua mặt" được hầu hết các phần mềm diệt virus không có cơ chế quét sâu (Deep scan). Nếu phần mềm diệt virus chỉ sử dụng các bộ mẫu nhận diện cố định để tìm các virus đa hình hoặc siêu đa hình thì sẽ không thể tìm đủ các "hình" của virus, dẫn tới diệt không triệt để.
Virus Sality xuất hiện cách đây nhiều năm, khởi nguồn là virus lây file. Khoảng hai năm gần đây, các biến thể mới của dòng virus Sality liên tục xuất hiện, tự nâng cấp trở thành virus siêu đa hình.
Các biến thể mới của Sality đã trở thành nỗi thách thức không chỉ với người sử dụng mà cả với các phần mềm diệt virus. Nhiều phần mềm diệt virus không thể phát hiện, bóc tách, xử lý triệt để các biến thể của dòng virus Sality. Trong nhiều trường hợp, khi các phần mềm diệt virus này không thể khôi phục trạng thái gốc của file bị nhiễm virus, file đó sẽ bị xóa hoặc bị cô lập, dẫn đến việc người sử dụng bị mất các file chương trình, hoặc thậm chí, bị hỏng Windows do các file chuẩn của Windows đã bị xóa, không thể đăng nhập hay sử dụng được Windows.
Trong thời gian gần đây, virus W32.Sality.PE vẫn đang liên tục "thống trị" trên bảng thống kê những virus lây nhiễm nhiều nhất.
Sality là một nhóm phần mềm độc hại lây nhiễm tệp ảnh hưởng đến các máy tính Windows bằng cách lây lan các nhiễm trùng thông qua các tệp EXE và SCR.
Sality, có thể đã bắt đầu ở Nga ban đầu, đã phát triển rất nhiều trong những năm qua, vì vậy các biến thể khác nhau của phần mềm độc hại thể hiện các đặc điểm khác nhau. Tuy nhiên, hầu hết các biến thể Sality là sâu trong đó chúng sử dụng một số chức năng tự động chạy để lây nhiễm các tệp thực thi thông qua các ổ đĩa di động hoặc có thể phát hiện được.
Một số thậm chí là các botnet Sality tham gia các máy bị nhiễm vào mạng P2P riêng của mình để các máy tính nói chung giúp tạo điều kiện cho những thứ như ăn cắp dữ liệu cá nhân, bẻ khóa mật khẩu, gửi spam và hơn thế nữa.
Virus Sality cũng có thể bao gồm trình tải xuống Trojan cài đặt phần mềm độc hại bổ sung qua internet và keylogger giám sát và ghi lại các lần nhấn phím.
Lưu ý: Một số chương trình diệt vi rút đề cập đến vi rút Sality theo các tên khác như SaILoad, SaliCode, Kookoo và Kukacka.

## Xem thệm
- Virus (máy tính)
- Virus đa hình
- Siêu đa hình
- Phần mềm độc hại